# Leptothyrium clypeosphaerioides
Leptothyrium clypeosphaerioides är en svampart som beskrevs av Sacc. 1880. Leptothyrium clypeosphaerioides ingår i släktet Leptothyrium, divisionen sporsäcksvampar och riket svampar.   Inga underarter finns listade i Catalogue of Life.